# Broderick
Broderick is een plaats (village) in de Canadese provincie Saskatchewan en telt 77 inwoners (2006).